# Ford, Merseyside
Ford är en ort i distriktet Sefton, i grevskapet Merseyside, i England. Ward hade 12 814 invånare år 2021. Ford var en civil parish från 1905 till 1954 då den blev en del av Litherland. Civil parish hade 1 392 invånare år 1951.